# Solanum carolinense
Solanum carolinense, tên thường gọi là tầm ma Carolina, cà dại, tầm xuân cát, là một loài thực vật có hoa thuộc chi Cà, có nguồn gốc từ miền đông nam Hoa Kỳ và sau đó đã lan rộng sang phần lớn vùng ôn đới Bắc Mỹ. Loài này cũng đã được tìm thấy ở các khu vực của châu Âu, châu Á và châu Úc.

## Mô tả
S. carolinense là cây thân gỗ lâu năm, cao gần 1 mét, rụng lá theo mùa, sinh sản bởi hạt và rễ, thân và cành đều có gai nhọn. Cây thường phát triển trong đất sét hoặc đất cát, ưa ẩm và nắng. Lá dài khoảng 6 – 11 cm, có thùy đối xứng, răng cưa lớn ở hai bên mép lá, cả hai mặt lá đều phủ lông mịn, cuống có gai. Lá có mùi như khoai tây khi bị vò nát. Hoa mọc thành cụm, có 5 cánh màu trắng hoặc màu tím nhạt, nhị màu vàng, đôi khi có một biến thể màu xanh dương giống hoa cà chua. Quả non có màu xanh đậm với các sọc xanh nhạt, ngả sang vàng khi chín, có rất nhiều hạt màu vàng bóng. Hoa nở suốt mùa hè và thu, từ tháng 4 đến tháng 10, và trái chín khoảng hơn 1 tháng sau đó.
Ong nghệ là loài thụ phấn cho S. carolinense. Ít nhất 30 loại côn trùng được cho là đã ăn S. carolinense khi được thống kê ở riêng bang Virginia. Ký sinh trùng của chi Pratylenchus thường gây tổn thương trên rễ của nó. Quả của nó lại là nguồn thức ăn của loài trĩ đỏ, gà tây hoang, các chim thuộc chi Colinus và chồn hôi sọc.

## Độc tính
Tất cả các bộ phận của S. carolinense đều mang những chất kịch độc, đại diện là solanine, một loại ancaloit cực độc và là một trong những chất phòng vệ tự nhiên của thực vật. Tuy nhiên, các loài động vật có vú hiếm khi tiếp xúc được với nó vì những gai nhọn. Độc tính của loài này sẽ gây sốt, đau đầu, nôn mửa, tiêu chảy, thậm chí là suy hô hấp dẫn đến tử vong.

## Cỏ dại
S. carolinense được tìm thấy ở khắp các trảng cỏ, bìa rừng, những khu vực bị bỏ hoang, ven đường, bãi rác, thậm chí ngay cả trong sân vườn và các cánh đồng. Nó được xem là một loài cỏ dại hết sức nguy hại vì có thể tranh giành dinh dưỡng với cây cối xung quanh, đặc biệt là cây lương thực trên đồng.

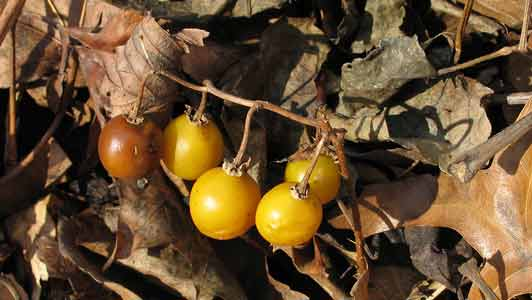
Trái chín